# Фабрика повидла
Артцентр «Фабрика Повидла»  або англ. «Jam Factory Art Center» — це міждисциплінарний центр сучасного мистецтва у відновленій неоготичній будівлі колишньої «Фабрики повидла» у Львові. Центр здійснює просвітницьку діяльність через мистецькі виставки, кінопокази, театральні вистави, лекції, які відображають актуальні процеси в українській та світовій культурі. Артцентр «Фабрика повидла» співпрацює з різними міжнародними організаціями, такими як Magic Carpets, Trans Europe Halles, Face to Faith, EastHub.

## Історія будівлі

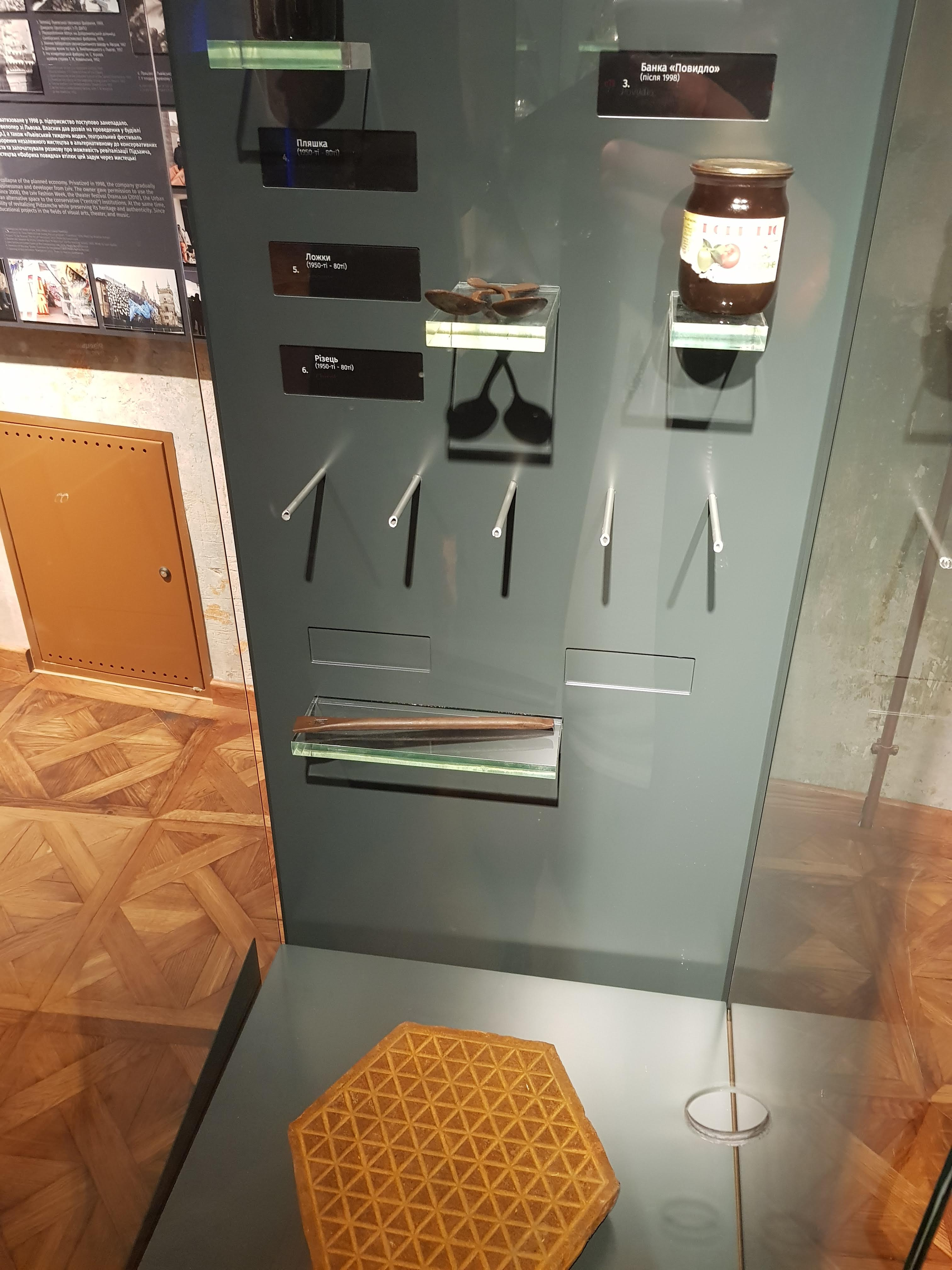
Історична експозиція у Фабриці повидла

У 1872 році Йозеф Кронік заснував фабрику алкогольних напоїв «Кронік і син» у львівському районі Підзамче. На фабриці виробляли горілки, розоліси та ром. Згодом у кін. ХІХ — початку ХХ ст. була добудована неоготична будівля та вежа, як частина фабрики.
У радянський період фабрику перепрофілювали для виробництва повидла та консервованих овочів. З 2009 року будівлю почали називати «Фабрика повидла» місцеві художники, які користувалися простором, що стало основою для назви сучасної інституції. Теперішній власник, історик, фахівець з історії Східної Європи — Гаральд Біндер, створив фонд Harald Binder Cultural Enterprises і з 2015 року ревіталізує комплекс для створення центру сучасного мистецтва. Будівля «Фабрики Повидла» є пам'яткою архітектури місцевого значення (за рішенням виконкому Львівської обласної ради № 227 від 17.07.1990).
З 2008 року тут, у напівзруйнованих приміщеннях, проходили Тиждень актуального мистецтва, Львівський тиждень моди, Urban Exploration Fest і різні театральні постановки.

## Відкриття артцентру
18 листопада 2023 року, після 8 років відновлення, команда проєкту відкрила новий культурний простір у Львові — центр сучасного мистецтва Артцентр «Фабрика повидла» (Jam Factory Art Center). 
У комплексі з’явилися нові елементи: «чорний куб» з театральною сценою, офісна будівля, паркінг із сонячними батареями, що можуть підтримувати вентиляцію та кондиціонування в разі відключення електрики, три великі оглядові тераси з гарною панорамою.
У експозиційних залах триває перша виставка про мистецтво під час війни «Наші роки, наші слова, наші втрати, наші пошуки, наші ми».

## Місцезнаходження
«Jam Factory Art Center» прцює у Львові за адресою вул. Б. Хмельницького, 124 в районі Підзамча. Це промисловий район Львова з багатою історією, яку досліджував «Центр Європейських досліджень» (м. Лунд, Швеція) в рамках програми «Пам'ять про „зниклі“ групи населення в міському середовищі Львова, Чернівців, Кишинева і Вроцлава». Урбаністичні дослідження вказують на те, що ройон Підзамче був частиною міста, де жили різні етнічні групи: євреї, араби, караїми, татари, що й привернуло увагу дослідників. Після будівництва залізничної колії район став індустріальним: тут почали будувати фабрики, підприємства, заводи, що після розпаду радянського союзу занепали і потребуть відновлення.

## Ревіталізаційні процеси

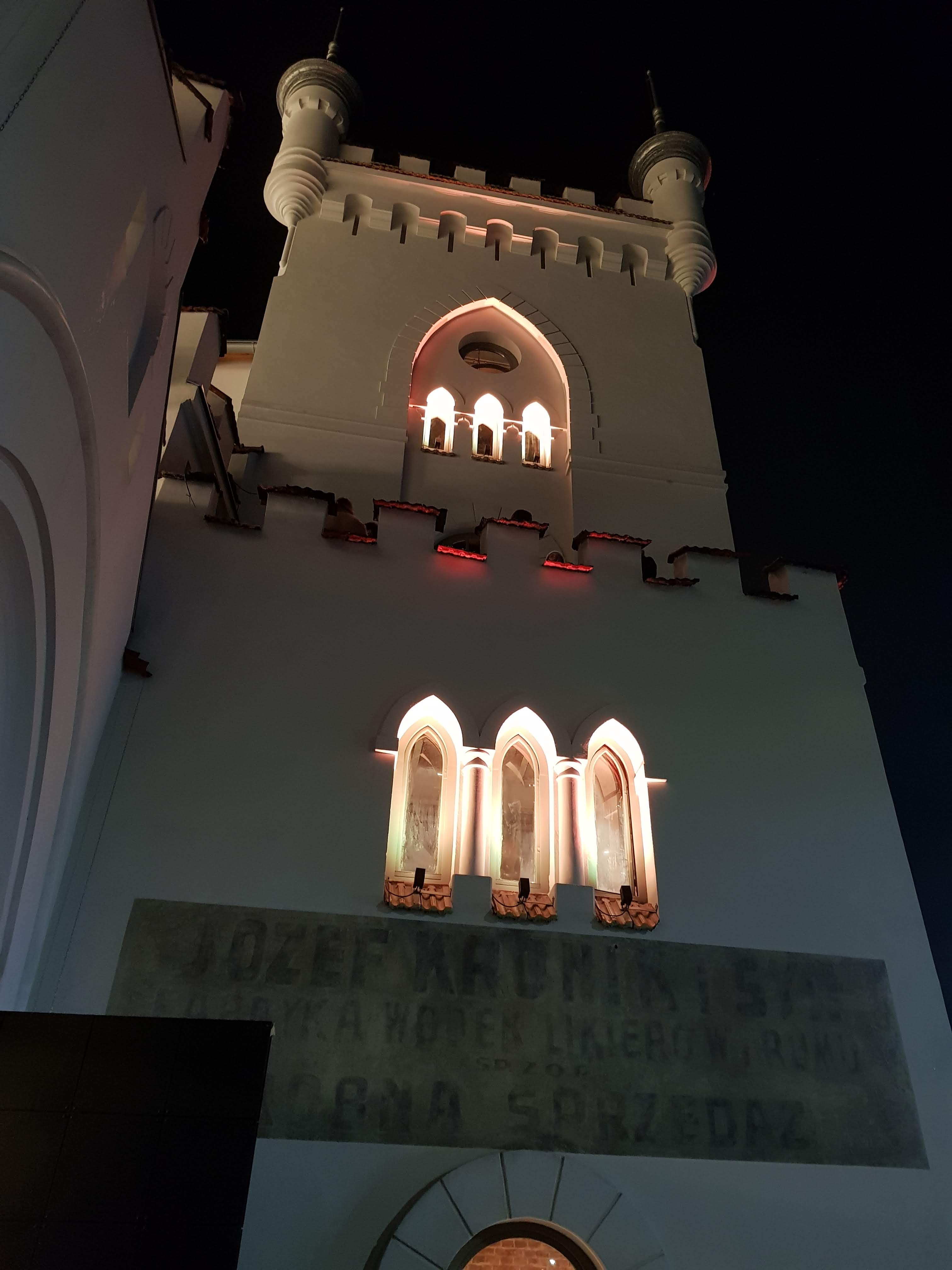
Вежа артцентру

«Фабрика повидла» є частиною великого процесу з відновлення індустріальних просторів в Україні. Для вибору проекту ревіталізації самої «Фабрики повидла» був проведений архітектурний конкурс серед 5 учасників: Baumhauer Architects (Берлін), Дроздов і партнери (Харків), Atelier Stefan Rindler (Відень), Зелемінь (Львів), Urban куратори (Київ). У конкурсі переміг проект Atelier Stefan Rindler.
Ревіталізація в цьому випадку стосується не лише будівлі, а й цілого району. «Програма ревіталізації Львів-Підзамче 2012—2025» розробила дослідницький проєкт з рекомендаціями щодо ревіталізації району.

## Проєкти

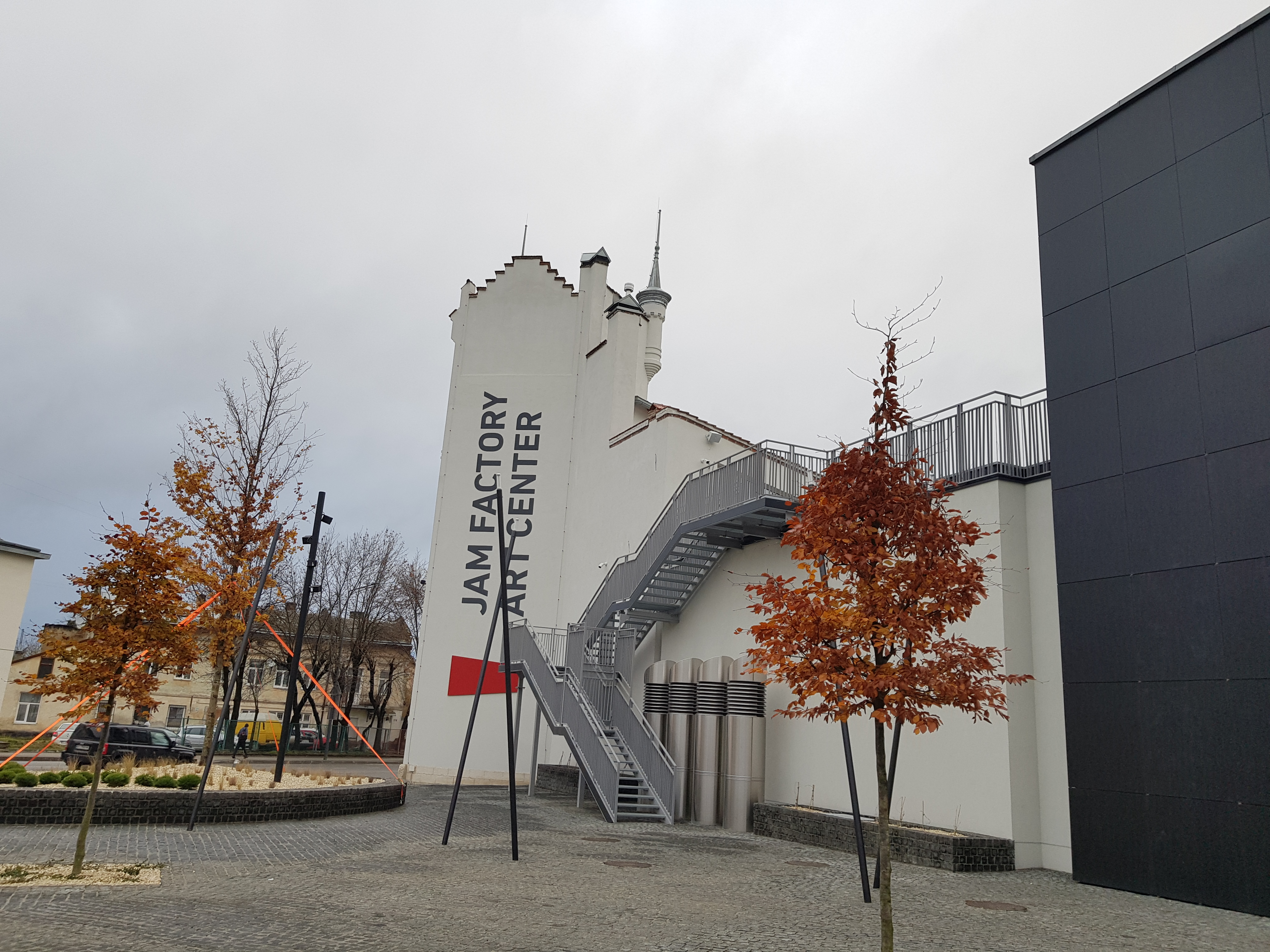
Вигляд з боку вул. Механічної: ревіталізована площа біля артцентру

З початку повномасштабного вторгнення Jam Factory Art Center започаткував проєкт «Митці у війні» (Artists in War) для фінансової підтримки українських митців, які продовжують працювати у своїй сфері (театр, музика, візуальне мистецтво). Також артцентр створив окрему двомісячну програму інтеграції «Навігація» для підтримки митців, які переїхали до Львова. Про контекст війни згадується у документальній виставі «Кого чути у справі Бейліса» та читаннях п'єси «Документ без назви», які відбувалися на «Фабриці повидла».
Крім того, з початку повномасштабного вторгнення Jam Factory відкрив свої підвальні приміщення для всіх сусідів, адже інших укриттів поблизу не було. 